# Efstratios Korakas
Efstratios Korakas este un om politic grec, membru al Parlamentului European în perioada 1999-2004 din partea Greciei. 
1. ↑  Deputații în Parlamentul European
2. ↑  pace.coe.int